# Meringopus cyanator
Meringopus cyanator är en stekelart som först beskrevs av Johann Ludwig Christian Gravenhorst 1829.  Meringopus cyanator ingår i släktet Meringopus och familjen brokparasitsteklar. Arten är reproducerande i Sverige. Inga underarter finns listade i Catalogue of Life.